# الوارو والس
الوارو والس (انگلیسی: Álvaro Valles؛ زادهٔ ۲۵ ژوئیهٔ ۱۹۹۷) بازیکن فوتبال اهل اسپانیا است.